# Ubaldo di Saint-Amand
Ubaldo di Saint-Amand (Hucbald) (840 circa – 20 giugno 930) è stato un religioso francese, monaco benedettino dell’abbazia di Saint Elnone o Saint-Amand-en-Pévèle (oggi Saint-Amand-les-Eaux, nel nord della Francia), maestro di scuola, musicologo e compositore, poeta e agiografo della terza generazione carolingia.

## Biografia
La vita di Ubaldo si colloca nella fase finale di dominio della dinastia carolingia, nel periodo del suo progressivo disfacimento. Mentre la data di morte dell’autore è certa e fondata sull’esistenza di una nota obituaria di Saint Elnone che la colloca al 20 giugno 930, quella della nascita non è altrettanto sicura. In un passaggio della Translatio S. Cyrici (BHL 1813) di Guntero di Saint-Amand (m. 1108) si dice che il monaco sarebbe morto circa all’età di novant’anni: se ne dovrebbe dedurre una collocazione della nascita all’840. In realtà l’isolamento di questa testimonianza, unito al carattere romanzesco della Translatio, pone dubbi sulla veridicità della data, e anzi lo studioso Yves Chartier ha proposto di posticiparla di un decennio. Chartier si è inoltre occupato di indagare l’origine dinastica di Ubaldo, deducendo l’appartenenza del monaco, per ramo materno, alla famiglia franca dei sovrani carolingi: Ludovico il Pio sarebbe il nonno della madre di Ubaldo, Eloisa.
Entrato a Saint-Amand, Ubaldo diviene allievo di Milone, erudito, versificatore e agiografo egli stesso, ma i dettagli del suo percorso formativo sono scarsamente testimoniati. Sin dall’inizio del IX secolo l’abbazia di Saint-Amand si era distinta come importante centro di studi e di produzione di opere in latino, con una biblioteca ricca di antichi trattati di metrica e grammatica, sui quali il giovane Ubaldo deve aver studiato sotto la guida di Milone e alcuni dei quali entrano a far parte della sua collezione personale in età adulta. La Translatio S. Cyrici, che attribuisce proprio a Ubaldo l’iniziativa del trasporto delle reliquie del santo da Nevers a Saint-Amand, fornisce alcune indicazioni sulla biografia del monaco, sostenendo che da giovane dovette fuggire da Elnone a causa dell’invidia del maestro e cercare una dimora a Nevers, dove entrò in buoni rapporti con il vescovo e ottenne da lui la possibilità di avanzare qualunque richiesta. Ubaldo avrebbe così acquisito le reliquie di San Quirico contro la volontà degli abitanti di Nevers e le avrebbe trasportate in una fuga rocambolesca fino alla sua abbazia di origine. Il racconto, chiaramente leggendario e romanzato, nasconde eventi reali, quali l’allontanamento di Ubaldo da Saint-Amand in giovane età, dovuto probabilmente alla necessità di proseguire gli studi. In effetti, il grammatico Gautbert di Fleury (fine X secolo) segnala un periodo trascorso da Ubaldo a Saint-German, attorno all’870, sotto il magistero di Heiric d’Auxerre, presso cui conobbe Remigio d’Auxerre, futuro maestro nello stesso luogo. Chartier è più propenso a credere che Ubaldo sia stato istruito tra gli anni 860-870 da Giovanni Scoto Eriugena, presso la scuola di corte di Laon, ma non tutti gli studiosi sono d'accordo con questa affermazione.
Nell’872, anno della morte di Milone, Ubaldo è di nuovo a Saint-Amand per succedergli nel ruolo di maestro, e nell’880 viene ordinato sacerdote. Tre anni dopo viene scacciato dall’abbazia e costretto dall’invasione normanna ad un esilio temporaneo. Ormai conosciuto e apprezzato come maestro, trascorre gli anni tra l’883 e l’893 nel monastero di Saint-Bertin di Sithiu (ora Saint-Omer, a 40 km circa da Calais) dove viene chiamato dall’abate Raoul, figlio di Everardo del Friuli che, secondo la genealogia tracciata da Chartier, era il nonno materno di Ubaldo. Nell’893 si reca a Reims su richiesta dell’arcivescovo Folco, per provvedere al restauro delle scuole diocesane razziate dai normanni, in collaborazione con Remigio d’Auxerre. Attorno al 900 ritorna a Elnone dove rimane fino alla morte, svolgendo la professione di maestro e componendo opere musicali e agiografiche.

## Opere[7]
A causa della notorietà di cui Ubaldo godette presso i contemporanei, gli furono attribuite più opere di quante effettivamente compose. Quanto ai testi di sicura paternità, i generi praticati sono la poesia, l’agiografia e la trattatistica musicale.

### Opere poetiche
La prima opera in ordine cronologico è costituita dai Versus ad Karolum Calvum imperatorem, 30 distici elegiaci composti in accompagnamento al poema didascalico De sobrietate del maestro Milone, inviato all’imperatore Carlo il Calvo. La loro composizione è databile tra gli anni 875-77, cioè al periodo che si colloca tra la salita al trono di Carlo il Calvo e la sua morte.
Posteriore all’891 è l’Ecloga de Calvis (o Versus de laude calvorum) dedicata all’arcivescovo di Magonza Attone I (ca. 891-913). Essa è costituita da un prologo di 54 versi cui seguono 146 esametri (o 136 a seconda dell’interpretazione degli studiosi) nei quali ogni parola inizia con la lettera “c”, e in cui si nominano personaggi storici conosciuti per la loro calvizie. L’ecloga è intervallata dalla presenza di un ritornello sempre uguale: «Carmina clarisonae calvis cantate Camoenae». È possibile distinguere i testimoni che riportano l’opera in due classi; la prima raggruppa due codici che presentano tituli metrici in esametri leonini, cioè versi nei quali i due emistichi rimano tra di loro: essi risultano interpolati e sono forse da attribuire a Folcuino di Saint-Amand (XI secolo); la seconda classe conta invece cinque manoscritti che contengono intestazioni in prosa, anch’esse non ubaldiane.
I Versus de diebus aegyptiacis sono collocabili tra il 900 e il 930, cioè nel periodo finale della vita di Ubaldo trascorso a Saint-Amand, e costituiscono un calendario astrologico in 35 esametri sui giorni infausti dell’anno. L’unico testimone consiste in un foglio di guardia conservato in un manoscritto di Saint-Amand.
Tra le opere poetiche può inoltre annoverarsi l’Hymnus de sancto Cyrico, 42 versi distribuiti in 11 strofe saffiche con dossologia, dedicati al santo di cui Ubaldo scrive anche un’agiografia.
Di incerta attribuzione risultano i versi in dedica della Seconda Bibbia di Carlo il Calvo, 108 esametri racchiusi da due distici, che introducono il testo sacro nel ms. Paris, B. N., lat. 2. Gli studi sullo stile della dedica poetica hanno mostrato alcune somiglianze con altre opere di Ubaldo e in effetti Yves Chartier colloca questi versi tra le opere senza dubbio attribuibili a lui. La Bibbia risale agli anni 871-875, ed è stata vergata forse in occasione dell’incoronazione del sovrano: se davvero i versi fossero di Ubaldo, ne sarebbero la prima opera poetica attestata.

### Opere agiografiche
Ubaldo è apprezzato dai contemporanei soprattutto per la produzione agiografica. Essa si riconnette alla tradizione carolingia del genere, che viene iniziata un secolo prima da Alcuino di York e nella quale si inscrive anche il lavoro del maestro Milone, autore di una Vita sancti Amandi. Sei sono le vite di santi la cui attribuzione a Ubaldo è stata dimostrata corretta: la Passio ss. Cyrici et Iulittae martyrum, la Vita sanctae Rictrudis, la Vita sancti Lebuini, la Vita e Inventio sancti Ionati, la Vita sancti Amati longior e la Passio sancti Cassiani. Le ultime due sono state aggiunte all’elenco delle opere autentiche da François Dolbeau. D’altra parte il lavoro degli studiosi ha dovuto ridimensionare il numero di opere che gli erano assegnate in passato: Leo van der Essen, per esempio, ha escluso dal gruppo la Vita Adelgundis (BHL 247) e la Vita metrica sancti Lamberti (BHL 4682). Sono inoltre state smentite altre antiche ed errate attribuzioni, come quella della Vita sanctae Brigidae (BHL 1334), e della Vita sancte Madelbertae (BHL 5129). Perduta è invece l’Historia beatae Ciliniae, che aveva come protagonista la madre di san Remigio di Reims, e che i contemporanei attribuivano a Ubaldo. All’elenco di testi si può aggiungere l’Epistola de Sancto Theodorico, un’introduzione ai due inni in onore del santo composti per la comunità monastica di Mont d’Or, verosimilmente quando Ubaldo si trovava a Reims (ca. 893-900).
Nonostante l’importanza di Ubaldo come agiografo, mancano per la maggior parte soddisfacenti edizioni critiche delle sue opere.
Le sei agiografie sono concepite per fornire supporto narrativo ai culti dei santi praticati nell’abbazia di Saint-Amand e nei monasteri vicini. Esse sembrano destinate a una circolazione interna alla comunità religiosa per cui vengono realizzate e non presentano le caratteristiche di agiografie pensate per un’ampia diffusione. Nella visione di Ubaldo, le vite dei martiri hanno in primo luogo un ruolo esemplare, cioè costituiscono un modello da seguire nella propria strada di perfezionamento e ricongiungimento a Dio; i santi, inoltre, sono gli intercessori presso Dio e gli interlocutori privilegiati degli oranti, che devono essere sostenuti nel loro cammino verso la salvezza. Il compito dello scrittore è quindi di grande responsabilità educativa: le storie delle vite contengono messaggi differenziati a seconda dell’uditorio e delle comunità monastiche cui sono indirizzate, assumendo i connotati di trattati morali in cui si esplicano le virtù cristiane e in cui si afferma l’idea della onnipresenza della provvidenza divina a guidare l’azione umana. La visione prettamente spirituale della funzione dei santi non lascia posto a grande interesse per episodi di esorcismo, punizioni soprannaturali contro i persecutori e miracoli compiuti dai protagonisti: a parte qualche sporadico accenno ad eventi miracolosi, Ubaldo sembra scettico a proposito della necessità di raccontare i miracoli per dimostrare la straordinarietà dei santi.
La Passio Sanctorum Cyrici et Iulittae martirum (BHL 1809) viene elaborata per il culto dei due santi praticato a Saint-Amand. La sua composizione è pertanto da collocare dopo la traslazione delle reliquie di San Quirico – il cui autore sarebbe stato lo stesso Ubaldo secondo la testimonianza della Translatio S. Cyrici di Guntero di Saint-Amand – e in un periodo in cui il monaco si trova presso l’abbazia, cioè prima dell’883 o dopo il suo definitivo ritorno nel 990. Il testo racconta della passione di Giulitta e del piccolo figlio Quirico, martiri dell’inizio del IV secolo. La sua destinazione d’uso, probabilmente la lettura ad alta voce nel refettorio nel giorno della festa dei santi, spiega la presenza di riferimenti diretti all’ascoltatore e di preghiere. Il dettato stilistico semplice, che si poggia su frasi brevi e un lessico familiare rende questa agiografia, tra le altre ubaldiane, la più accessibile ad un pubblico meno colto. La tradizione manoscritta conta 39 codici, nei quali sono presenti in maniera non uniforme altri testi di varia natura e di attribuzione incerta in accompagnamento al racconto della passione dei due santi.
La Vita Sanctae Rictrudis (BHL 7247), datata sicuramente al 907, viene composta per la comunità di monache di Sainte-Rictrude di Marchiennes e dedicata al vescovo di Liegi Stefano. Vi è narrata la vicenda di Rictrude, nobildonna franca del VII secolo, moglie di Adalberto di Ostrevent, la quale, divenuta vedova, si unisce al monastero di Marchiennes fondato da Sant’Amando. Il testo viene ripreso da Giovanni di Saint-Amand (fine X – inizio XI secolo) che ne fa una riscrittura in esametri.
La Vita Sancti Lebuinis (BHL 4812) racconta del prete missionario anglosassone dell’VIII secolo, Lebuino (o Liafwinus) fondatore della chiesa di Deventer. Il testo è databile al 918 circa ed è indirizzato al vescovo Balderico di Utrecht da un’epistola che costituisce il prologo. Fonti dirette per questa agiografia sono una vita antica anonima (BHL 4810b), e l’Ecloga ecclesiastica de virtutibus beati Lebuini, scritta dal predecessore di Balderico a Utrecht, Radbodo. La Vita di san Lebuino, insieme a quella di Rictrude, presenta rispetto alla Passio di Quirico e Giulitta uno stile più elaborato, che si esplica nella maggiore complessità della struttura della frase e in uno sfruttamento crescente di figure retoriche. Questa Vita può dunque dimostrare, da un lato, la piena maturità stilistica raggiunta da Ubaldo, dall’altro il livello di preparazione dei monasteri a cui è indirizzata.
La Passio Sancti Cassiani (BHL 1626d), da datare al 920 circa, è stata attribuita a Ubaldo da François Dolbeau. Si tratta di una versione in prosa di uno degli inni del Peristephanon di Prudenzio e racconta della passione di san Cassiano di Imola, ucciso dai suoi stessi allievi durante le persecuzioni dioclezianee. Il testo è destinato ai giovani di cui Ubaldo era maestro ed è anche l’unica delle agiografie non concepita per soddisfare esigenze cultuali: essa viene scritta per rendere più accessibile agli allievi il testo prudenziano e per comunicare loro un preciso messaggio morale. La natura scolastica della Passio è inoltre segnalata dall’impiego di un lessico poetico e di numerose figure retoriche, quali antitesi, anafora e metonimia, che potevano costituire per gli studenti un utile mezzo di apprendimento stilistico. La complessità del linguaggio presuppone comunque da parte degli allievi di Saint-Amand un certo livello di conoscenza della grammatica latina e degli stilemi poetici.
La Vita Sancti Amati Longior (BHL 363-364), anch’essa inserita tra le agiografie ubaldiane da Dolbeau, ha come protagonista Sant’Amato, figlio di santa Rictrude divenuto vescovo di Sion. Come san Lebuino, Amato è modello da seguire nell’esercitare il sacerdozio e anch’egli viene consolato dalla Philosophia secondo il comune modello boeziano della Consolatio. La Vita gode di una certa fortuna, venendo rimaneggiata e rielaborata nei secoli successivi, mentre parti di essa prendono a circolare autonomamente combinandosi in modo vario.
La Vita Sancti Ionati (BHL 4447) e la corrispondente Inventio (BHL 4448), risalenti al 909 circa, vengono composte in occasione della celebrazione della festa di San Gionato, il 1 agosto, e raccontano del discepolo di Amando e primo abate di Marchiennes (VII secolo) e del ritrovamento delle sue reliquie. La Vita ha la forma di un’omelia e si connota per uno stile che, pur meno basilare di quello della Passio Cyrici, per via di un lessico più ricco, dell’uso di aggettivi poetici e di allitterazioni, è comunque rivolto ad un pubblico dotato di una conoscenza elementare della lingua latina.

#### Le fonti
Tre delle vite (quelle di Lebuino, di Quirico e Giulitta, di Cassiano) nascono come rielaborazione di testi già esistenti; per le altre Ubaldo si serve della tradizione orale e di fonti di diversa natura che reperisce nella biblioteca della sua abbazia e in quelle di altri monasteri a lui vicini: i fitti riferimenti espliciti o impliciti alle opere consultate rivelano ampie letture e attenta ricerca. In ciascuno dei casi, il lavoro di scrittura si basa sul costante riferimento alla tradizione biblica, che si esplica nelle numerose citazioni del testo sacro. La loro esposizione segue un progetto preciso e costruisce percorsi interpretativi e allegorici, distinguendo così le opere ubaldiane dalla maggior parte dei testi agiografici dove è piuttosto la quantità e l’accumulo di citazioni bibliche a connotare il tessuto narrativo. I testi sono inoltre ricchi di riferimenti a vario materiale, patristico, storiografico, filosofico e letterario, che Ubaldo recupera evitando nella maggior parte dei casi la citazione letterale e preferendo il riassunto o la spiegazione. A caratterizzare il suo metodo di scrittura è inoltre la volontà di precisare la collocazione cronologica delle vicende, come è reso evidente dalla contestualizzazione che viene fornita in apertura a ciascuna vita o passione.
Interesse degli studiosi, in particolare di Julia M. H. Smith, è stato individuare le opere presenti a Saint-Amand che possano aver fornito ad Ubaldo materiale utile per i suoi scritti. Per conoscere quali testi fossero conservati a Saint-Amand in epoca carolingia, necessario è il riferimento all’index maior, catalogo della biblioteca redatto nel XII secolo. Il compilatore, tra l’altro, segnala che diciotto volumi furono donati al momento della morte da Ubaldo, che ne era il proprietario e su cui, secondo alcuni studiosi, aveva apposto glosse personali. A sopravvivere tra questi sono ancora otto codici, dei quali uno è conservato a Parigi e gli altri a Valenciennes, come gran parte dei manoscritti che facevano parte del catalogo dell’abbazia. L'identificazione delle opere elencate nell’index con manoscritti tuttora conservati, insieme al riconoscimento delle fonti usate da Ubaldo, ha permesso in certi casi di capire quale codice sia stato usato dall’autore in fase di composizione.
In quanto maestro, Ubaldo deve aver avuto tra le mani un volume delle Etymologiae di Isidoro di Siviglia, dal quale reperisce informazioni utili con cui arricchire i propri lavori agiografici; alcuni passi sono tra l’altro citati alla lettera nella Vita Rictrudis e nella Vita Lebuini, fatto che ha permesso di riconoscere senza dubbio la sua fonte in quel punto. La copia delle Etymologiae da lui consultata potrebbe essere il manoscritto Valenciennes 399, vergato da varie mani e risalente al IX secolo. Nella Vita Rictrudis, inoltre, è stato riconosciuto un legame con un'altra opera di Isidoro, il De Ecclesiasticis Officiis, un testo sull’organizzazione e i compiti della Chiesa molto diffuso in epoca carolingia, di cui però la copia manoscritta passata tra le mani di Ubaldo non è stata identificata con certezza. L’encomio del matrimonio presente nella stessa agiografia, inoltre, è probabilmente tratto dal De Institutione Laicali di Giona d'Orléans, opera che Ubaldo deve aver letto nel manoscritto Valenciennes 203 (tardo IX secolo).
Per la Vita Lebuini, la volontà del monaco di contestualizzare precisamente la vicenda trova sfogo nell’uso di testi come la Chronica Maiora di Beda il Venerabile e il Chronicon Laurissense, una compilazione anonima dell’inizio del IX secolo proveniente dal monastero di Lorsch: questo materiale si trovava inserito nel codice Valenciennes 343, contenente scritti astronomici. Da entrambe le opere provengono citazioni ampliate da spiegazioni di Ubaldo, che forniscono coordinate alla vita del santo (metà dell’VIII secolo). A San Lebuino Ubaldo attribuisce inoltre una visione della Filosofia, secondo l’esempio di Boezio: citazioni tratte dalla Consolatio Philosophiae sono qui mescolate a excerpta di origine biblica. A questo proposito, la Smith fa notare come da Saint-Amand provenga il Valenciennes 298 con la Consolatio, il quale tra l’altro contiene l’Ecloga de Calvis di Ubaldo, a suggerire in qualche modo un legame tra il monaco e l’opera di Boezio: è suggestivo pensare che questo codice sia una copia della Consolatio appartenuta a Ubaldo.
La Passio Cassiani rivela invece un debito nei confronti del Peristephanon di Prudenzio, una raccolta di quattordici inni in onore di martiri, uno dei quali è dedicato proprio al santo d’Imola: si può anzi considerare l’agiografia ubaldiana una sorta di parafrasi in prosa del testo poetico. Prudenzio era molto apprezzato a Saint-Amand, come dimostra l’influenza che già egli aveva esercitato su Milone, e l’abbazia doveva possedere la maggior parte delle sue opere. Forse il volume consultato da Ubaldo è da identificare nel ms. Bruxelles, Bibliothèque Royale 9987-91, di cui però la datazione oscilla tra IX e XI secolo. La stessa Vita Cassiani mostra una certa familiarità con i commentari esegetici di Alcuino e di Apponio al Cantico dei Cantici e con la prima delle Homiliae su Ezechiele di Gregorio Magno, che Ubaldo potrebbe aver letto su un manoscritto composito di Saint-Amand, il Valenciennes 176. Per la narrazione della storia di Péronne presente nella Vita Sancti Amati si deve ipotizzare invece la lettura del ms. Paris, BN Lat. 5568, proveniente proprio da Saint-Amand e contenente una delle varie versioni della Vita Fursei.
È indubbio, comunque, che Ubaldo si serva anche di codici provenienti da ambienti diversi. In realtà il suo orizzonte di ricerca non è paragonabile a quello di Lupo di Ferrières o di Alcuino ma gli studi rivolti a individuare i manoscritti da lui consultati rivelano quanto ricchi fossero i contatti all’interno della regione e come facilmente Ubaldo potesse integrare informazioni mancanti procurandosi altrove materiale utile.

### Opere musicali[18]
Ubaldo è anche compositore e musicista. Tra le opere si annoverano il Pangat simul, una sequenza in prosa da cantare in lode di san Quirico; i Festiva Christo cantica e l’Exsultet Domino mente serena, due inni in onore di San Thierry, abate del monastero di Mont d’Or vicino a Reims; il Quem vere pia laus, il più antico Gloria tropato di cui sia identificato l’autore, trasmesso da numerosi testimoni; l’Historia sancti Petri, un ufficio in versi per celebrare il giorno della festa della cattedrale di Antiochia dedicata al santo (22 febbraio), anch’esso dalla tradizione molto abbondante. L’opera più importante e più conosciuta è il trattato musicale intitolato Musica o, erroneamente, De harmonica institutione, a partire da Martin Gerbert che ne trae la denominazione da un manoscritto tardivo di Cesena.

#### LaMusica
La Musica è uno dei più importanti trattati musicali carolingi, fondato sul tentativo di conciliare il De institutione Musica di Boezio e l’impostazione teorica greca con il repertorio del canto gregoriano ancora in fase di costituzione.
Yves Chartier ha datato l’opera a partire dalla storia di uno dei più antichi manoscritti, il Cambridge, University Library, Gg.V. 35, proveniente dall’abbazia di Sant’Agostino di Canterbury. Esso viene portato oltre la Manica probabilmente da Grimbald, uno dei monaci di Saint-Bertin de Sithiu che si spostanoa seguito della richiesta del re Alfredo il Grande rivolta all’abate Raoul di inviare alcuni insegnanti in Inghilterra. Il viaggio viene compiuto da Grimbald attorno all’886, data che serve dunque come terminus ante quem per l’opera di Ubaldo. Più precisamente, si potrebbe pensare agli anni 880-885come estremi per la composizione.
Il trattato si sviluppa attraverso argomentazioni che si articolano in una successione logica, non aliena dai metodi esplicativi sfruttati da Ubaldo nella sua esperienza di insegnante. A rendere più facile la memorizzazione dei concetti sono il riferimento ad un comune repertorio di canti e l’uso di schemi esemplificativi. Il manuale è destinato ad un uso concreto, come è segnalato dall’esordio, in cui Ubaldo si rivolge al pubblico ideale del proprio scritto:
Il trattato prosegue con la spiegazione degli intervalli, della consonanza e della polifonia. Quest’ultimo concetto viene semplicemente introdotto e non è approfondito, poiché al momento della scrittura dell’opera la polifonia è pratica svolta, ma non ancora teorizzata, come sarà poi nell’opera Musica Enchiriadis, dell’inizio del 900 e in passato attribuita a Ubaldo. Interesse dell’autore è poi occuparsi del numero dei suoni e della loro origine. Per indicare le note egli si serve di modalità diverse: inizialmente usa le lettere, inaugurando un sistema che avrà in futuro grande fortuna, poi fa riferimento ai neumi, e conclude sostenendo la necessità di tenere conto di entrambi. La trattazione termina con l’analisi della configurazione delle scale usate nel canto liturgico, argomento che, a detta dell’autore in sede di presentazione, è quello verso cui tende l’opera stessa.

## Le Glosse
A Ubaldo sono attribuiti i commenti e le glosse interlineari e marginali annotati in alcuni dei manoscritti appartenuti al catalogo di Saint-Amand. Secondo una parte degli studiosi essi sarebbero addirittura autografi, ma di fatto si tratta di materiali inediti. Alcuni tra i testi attribuibili a lui, secondo lo spoglio di Yves Chartier, sono il commento sulla Regula di san Benedetto, le glosse sui libri I e II del Periphyseon di Giovanni Scoto, quelle a Virgilio e quelle a Calcidio. Ad essi Corinna Bottiglieri ha aggiunto le glosse alle opere naturalistiche e computistiche nel ms. Valenciennes, B.M. 174.

### Edizioni critiche
- Ubaldo di Saint-Amand, Versus ad Karolum Calvum imperatorem, ed. L. Traube, MGH, PLAC, III (1896), pp. 610–612.
- Ubaldo di Saint-Amand, Ecloga de Calvis, ed. P. von Winterfeld, MGH, PLAC IV, I, pp. 261–71.
- Ubaldo di Saint-Amand, Versus de diebus aegyptiacis, ed. P. von Winterfeld, MGH, PLAC IV, I, p. 272.
- Ubaldo di Saint-Amand, Hymnus de Sancto Cyrico, ed. P. Stotz, Corde sincero resonemus ymnum: ein sapphiscer Märtirerhymnus, in: Variorum munera florum. Festschrift für Hans Haefele, Sigmaringen 1985, pp. 45–58.
- Passio SS.Cyrici et Iulittae martyrum: AA. SS. Iun. IV, pp. 28–32 (Paris 1910). PL 132, coll. 851-8.
- Vita Sanctae Rictrudis: AA. SS. Maii III, pp. 81–89. PL 132, coll. 829-48.
- Vita Sancti Lebuini: PL 132, coll. 877-94.
- Ubaldo di Saint-Amand, Passio Sancti Cassiani, ed.F. Dolbeau, Passion de S. Cassien d’Imola composée d’après Prudence par Hucbald de Saint-Amand, «Revue Bénédectine» 87 (1977), pp. 246–56.
- Vita Sancti Amati longior: excerptain F. Dolbeau, Le dossier hagiographique de saint Aimé, vénéré à Douai. Nouvelles recherches sur Hucbald de Saint-Amand, «AB» 97 (1979), pp. 89–109.
- Vita Sancti Ionati: PL 132, coll. 900-901.
- Ubaldo di Saint-Amand, Musica, ed. Yves Chartier, La «Musica» d’Hucbald de Saint-Amand. Edition, traduction et commentaire, Paris 1972.
- Ubaldo di Saint-Amand, Musica, ed. Alessandra Fiori, Firenze, SISMEL, Edizioni del Galluzzo, 2010.

### Studi
- Y. Chartier, Clavis operum Hucbaldi Elnonensis: Bibliographie des oeuvres d''Hucbald de Saint-Amand, «Journal of Medieval Latin» 5 (1995), pp. 202–24.
- La trasmissione dei testi latini del Medioevo. Mediaeval Latin Texts and Their Transmission. Te.Tra. III cur. Paolo Chiesa - Lucia Castaldi, Firenze, SISMEL. Edizioni del Galluzzo 2008 (pp. 333–59, C. Bottiglieri).
- H. Platelle, Le thème de la conversion à travers les oeuvres hagiographiques d''Hucbald de Saint-Amand, «Révue du Nord» 68 (1986), pp. 511–31.
- J.M.H. Smith, A Hagiographer at Work: Hucbald and the Library at Saint-Amand, «Revue Bénédictine» 106 (1996), pp. 151–71.
- J.M.H. Smith, The Hagiography of Hucbald of Saint-Amand, «Studi Medievali» ser. 3a, 35 (1994), pp. 517–42.